# هشام علي بن علي
هشام علي بن علي (8 سبتمبر 1952 - 24 فبراير 2019) أديب، كاتب ووناقد يمني، يُعدُّ من أبرز المثقفين الموسوعيين في اليمن.

## سيرته الثقافية
مؤلفات هشام علي بن علي أظهرت مشروعه النقدي الذي استهدف قراءة مكامن الإبداع في الثقافة اليمنية، والعربية، حيث حاول تقديم إجابات غير تقليدية حول العديد من أسئلة التراث، النهضة والحداثة. وقد اتسم دوره بالهدوء، وبأسلوب مميز في التعبير الموضوعي والتفكير النقدي. ومن أبرز ما يمكن تلمسه في كتابات هشام علي، دافعه لنقل المعرفة للقارئ، وفتحه لزوايا نظرٍ جديدة، دون أن يجعل القارئ يشعر بأي «تجنٍ أو تقوّل أو استلاب».

## المناصب التي تقلدها
تقلّد هشام علي مناصب عليا في إدارة عدد من المجلات الثقافية، والمؤسسات الثقافية، حيث رأس تحرير كل من مجلة الثقافة الجديدة، ومجلة الثقافة ومجلة الديمقراطية، وكان نائبًا لرئيس تحرير مجلة الموقف. وعضو هيئة تحرير مجلة الحكمة الصادرة عن اتحاد الأدباء والكتاب اليمنيين. كما عُيّن وكيلًا لوزارة الثقافة لقطاع الملكية الفكرية لما يزيد عن ربع قرنٍ من الزمن. وكان أحد أعضاء مجلس أمناء جائزة الدولة في اليمن، عدا عن مهامه الصحفية والادارية والبرلمانية والأكاديمية.

## أعماله
من أعماله:
- فكر المغايرة.
- الثقافة في مجتمع متغير.
- رؤية اليمن، قراءة في الكتابات الاستشراقية والاتتربولوجية.
- مجازات القراءة.
- وطن يؤلفه الكلام، دراسات في فكر البردوني وشعره.
- شرق رامبو، عدن والحلم الشعري.
- السرد والتاريخ في كتابات زيد مطيع دماج
- الخطاب الروائي في اليمن.
- إشكالية المثقف والغرب في الرواية العربية.
- الخطاب الروائي اليمني.
- إدوارد سعيد وتفكيك الإمبريالية.
- عبد الله محيرز وثلاثية عدن.
- خربشات على جبل شمسان.[4]